# Tir aux Jeux olympiques d'été de 2024 - Pistolet à 25 m tir rapide hommes
Navigation
Tokyo 2020 Los Angeles 2028
L'épreuve masculine de pistolet à 25 mètres tir rapide des Jeux olympiques d'été de 2024 se déroule les 4 et 5 août 2024 au Centre national de tir sportif à Châteauroux, en France, à environ 260 km au sud de Paris.

## Records
Avant cette compétition, les records dans cette discipline étaient les suivants : 

## Programme
| Date            | Horaire | Manche        |
| --------------- | ------- | ------------- |
| Dimanche 4 août | 09 h 00 | Qualification |
| Lundi 5 août    | 09 h 30 | Finale        |

## Médaillés
| Or               | Argent              | Bronze            |
| Li Yuehong (CHN) | Cho Yeong-jae (KOR) | Wang Xinjie (CHN) |

## Résultats détaillés

### Qualification
Les 6 meilleurs tireurs se qualifient pour la finale (Q).
| Rang | Athlète               | Pays         | Série 1 | Série 1 | Série 1 | Série 1 | Série 2 | Série 2 | Série 2 | Série 2 | Total   | Notes |
| Rang | Athlète               | Pays         | 8s      | 6s      | 4s      | TS1     | 8s      | 6s      | 4s      | TS2     | Total   | Notes |
| ---- | --------------------- | ------------ | ------- | ------- | ------- | ------- | ------- | ------- | ------- | ------- | ------- | ----- |
| 1    | Li Yuehong            | Chine        | 97      | 99      | 98      | 294     | 98      | 98      | 98      | 294     | 588-30x | Q     |
| 2    | Wang Xinjie           | Chine        | 99      | 98      | 96      | 293     | 99      | 98      | 97      | 294     | 587-24x | Q     |
| 3    | Pavlo Korostylov      | Ukraine      | 98      | 100     | 95      | 293     | 100     | 98      | 96      | 294     | 587-17x | Q     |
| 4    | Cho Yeong-jae         | Corée du Sud | 100     | 100     | 97      | 297     | 99      | 97      | 93      | 289     | 586-22x | Q     |
| 5    | Massimo Spinella      | Italie       | 100     | 97      | 97      | 294     | 99      | 97      | 96      | 292     | 586-19x | Q     |
| 6    | Florian Peter         | Allemagne    | 99      | 98      | 95      | 292     | 100     | 99      | 94      | 293     | 585-27x | Q     |
| 7    | Clément Bessaguet     | France       | 100     | 97      | 96      | 293     | 98      | 100     | 94      | 292     | 585-17x |       |
| 8    | Maksym Horodynets     | Ukraine      | 99      | 96      | 94      | 289     | 99      | 99      | 97      | 295     | 584-14x |       |
| 9    | Vijayveer Sidhu       | Inde         | 98      | 98      | 97      | 293     | 100     | 98      | 92      | 290     | 583-26x |       |
| 10   | Nikita Chiryukin      | Kazakhstan   | 98      | 99      | 96      | 293     | 97      | 100     | 93      | 290     | 583-20x |       |
| 11   | Peeter Olesk          | Estonie      | 98      | 98      | 93      | 289     | 97      | 100     | 97      | 294     | 583-17x |       |
| 12   | Riccardo Mazzetti     | Italie       | 95      | 97      | 97      | 289     | 100     | 98      | 96      | 294     | 583-14x |       |
| 13   | Anish Anish           | Inde         | 98      | 98      | 97      | 293     | 99      | 97      | 93      | 289     | 582-22x |       |
| 14   | Matěj Rampula         | Tchéquie     | 99      | 96      | 93      | 288     | 97      | 97      | 99      | 293     | 581-22x |       |
| 15   | Ghulam Mustafa Bashir | Pakistan     | 98      | 99      | 95      | 292     | 97      | 97      | 95      | 289     | 581-19x |       |
| 16   | Leuris Pupo           | Cuba         | 98      | 97      | 90      | 285     | 100     | 98      | 98      | 296     | 581-13x |       |
| 17   | Song Jong-ho          | Corée du Sud | 98      | 98      | 96      | 292     | 99      | 98      | 91      | 288     | 580-26x |       |
| 18   | Ruslan Lunev          | Azerbaïdjan  | 98      | 98      | 93      | 289     | 98      | 100     | 93      | 291     | 580-22x |       |
| 19   | Keith Sanderson       | États-Unis   | 98      | 98      | 93      | 289     | 99      | 97      | 94      | 290     | 579-16x |       |
| 20   | Enkhtaivany Davaakhüü | Mongolie     | 97      | 98      | 93      | 288     | 99      | 95      | 96      | 290     | 578-20x |       |
| 21   | Jorge Álvarez         | Cuba         | 96      | 96      | 98      | 290     | 100     | 94      | 94      | 288     | 578-18x |       |
| 22   | Jean Quiquampoix      | France       | 98      | 96      | 96      | 290     | 100     | 94      | 94      | 288     | 578-16x |       |
| 23   | Christian Reitz       | Allemagne    | 99      | 98      | 94      | 291     | 98      | 98      | 90      | 286     | 577-15x |       |
| 24   | Omar Mohamed          | Égypte       | 97      | 97      | 94      | 288     | 98      | 97      | 93      | 288     | 576-18x |       |
| 25   | Henry Turner Leverett | États-Unis   | 96      | 97      | 93      | 286     | 98      | 93      | 96      | 287     | 573-16x |       |
| 26   | Sergei Evglevski      | Australie    | 96      | 95      | 92      | 283     | 99      | 97      | 94      | 290     | 573-14x |       |
| 27   | Martin Podhráský      | Tchéquie     | 95      | 99      | 92      | 286     | 100     | 96      | 91      | 287     | 573-11x |       |
| 28   | Dai Yoshioka          | Japon        | 98      | 93      | 93      | 284     | 98      | 96      | 94      | 288     | 572-12x |       |
| 29   | Douglas Gómez         | Venezuela    | 95      | 94      | 95      | 284     | 96      | 99      | 90      | 285     | 569-12x |       |

### Finale
Après la 4e série, à chaque série suivante, le moins bonne tireur est éliminé, jusqu'à ce qu'ils ne soient plus que deux en compétition.
| Rang                                | Athlète          | Pays         | Séries | Séries | Séries | Séries | Séries | Séries | Séries | Séries |
| Rang                                | Athlète          | Pays         | 1      | 2      | 3      | 4      | 5      | 6      | 7      | 8      |
| ----------------------------------- | ---------------- | ------------ | ------ | ------ | ------ | ------ | ------ | ------ | ------ | ------ |
| Médaille d'or, Jeux olympiques      | Li Yuehong       | Chine        | 5      | 8      | 12     | 14     | 18     | 23     | 27     | 32     |
| Médaille d'argent, Jeux olympiques  | Cho Yeong-jae    | Corée du Sud | 3      | 6      | 11     | 15     | 19     | 21     | 24     | 25     |
| Médaille de bronze, Jeux olympiques | Wang Xinjie      | Chine        | 5      | 8      | 11     | 13     | 17     | 20     | 23     | NC     |
| 4                                   | Florian Peter    | Allemagne    | 2      | 7      | 11     | 14     | 18     | 20* SO | NC     | NC     |
| 5                                   | Pavlo Korostylov | Ukraine      | 4      | 6      | 10     | 14     | 16     | NC     | NC     | NC     |
| 6                                   | Massimo Spinella | Italie       | 1      | 4      | 9      | 10     | NC     | NC     | NC     | NC     |